# Gran Premio de Francia de Motociclismo de 2020
El Gran Premio de Francia de Motociclismo de 2020 (oficialmente Shark Helmets Grand Prix de France) fue la décima prueba del Campeonato del Mundo de Motociclismo de 2020. Tuvo lugar en el fin de semana del 9 al 11 de octubre en el Circuito Bugatti, situado a 5 km de la localidad de Le Mans (Sarthe), en los Países del Loira, Francia. El último ganador en MotoGP fue Marc Màrquez.
La carrera de MotoGP fue ganada por Danilo Petrucci, seguido de Álex Márquez y Pol Espargaró. Sam Lowes fue el ganador de la prueba de Moto2, por delante de Remy Gardner y Marco Bezzecchi. La carrera de Moto3 fue ganada por Celestino Vietti, Tony Arbolino fue segundo y Albert Arenas tercero.

## Resultados

### Resultados MotoGP
| Pos.    | N.º | Piloto            | Constructor | Vueltas | Tiempo    | Parrilla | Puntos |
| ------- | --- | ----------------- | ----------- | ------- | --------- | -------- | ------ |
| 1       | 9   | Danilo Petrucci   | Ducati      | 26      | 45:54.736 | 3        | 25     |
| 2       | 73  | Álex Márquez      | Honda       | 26      | +1.273    | 18       | 20     |
| 3       | 44  | Pol Espargaró     | KTM         | 26      | +1.711    | 8        | 16     |
| 4       | 04  | Andrea Dovizioso  | Ducati      | 26      | +3.911    | 6        | 13     |
| 5       | 5   | Johann Zarco      | Ducati      | 26      | +4.310    | 9        | 11     |
| 6       | 88  | Miguel Oliveira   | KTM         | 26      | +4.466    | 12       | 10     |
| 7       | 30  | Takaaki Nakagami  | Honda       | 26      | +5.921    | 13       | 9      |
| 8       | 6   | Stefan Bradl      | Honda       | 26      | +15.597   | 21       | 8      |
| 9       | 20  | Fabio Quartararo  | Yamaha      | 26      | +16.687   | 1        | 7      |
| 10      | 12  | Maverick Viñales  | Yamaha      | 26      | +16.895   | 5        | 6      |
| 11      | 36  | Joan Mir          | Suzuki      | 26      | +16.980   | 14       | 5      |
| 12      | 33  | Brad Binder       | KTM         | 26      | +27.321   | 17       | 4      |
| 13      | 63  | Francesco Bagnaia | Ducati      | 26      | +33.351   | 7        | 3      |
| 14      | 41  | Aleix Espargaró   | Aprilia     | 26      | +39.176   | 15       | 2      |
| 15      | 27  | Iker Lecuona      | KTM         | 26      | +51.087   | 20       | 1      |
| NC      | 42  | Álex Rins         | Suzuki      | 26      | +1:14.190 | 16       |        |
| Ret     | 43  | Jack Miller       | Ducati      | 19      | Retirado  | 2        |        |
| Ret     | 21  | Franco Morbidelli | Yamaha      | 18      | Retirado  | 11       |        |
| Ret     | 35  | Cal Crutchlow     | Honda       | 17      | Caída     | 4        |        |
| Ret     | 53  | Tito Rabat        | Ducati      | 14      | Retirado  | 22       |        |
| Ret     | 38  | Bradley Smith     | Aprilia     | 8       | Caída     | 19       |        |
| Ret     | 46  | Valentino Rossi   | Yamaha      | 0       | Caída     | 10       |        |
| 1.      |     |                   |             |         |           |          |        |
| Fuente: |     |                   |             |         |           |          |        |

### Resultados Moto2
| Pos.    | N.º | Piloto                | Constructor | Vueltas | Tiempo        | Parrilla | Puntos |
| ------- | --- | --------------------- | ----------- | ------- | ------------- | -------- | ------ |
| 1       | 22  | Sam Lowes             | Kalex       | 25      | 41:27.648     | 2        | 25     |
| 2       | 87  | Remy Gardner          | Kalex       | 25      | +3.822        | 3        | 20     |
| 3       | 72  | Marco Bezzecchi       | Kalex       | 25      | +4.184        | 5        | 16     |
| 4       | 37  | Augusto Fernández     | Kalex       | 25      | +5.884        | 14       | 13     |
| 5       | 12  | Thomas Lüthi          | Kalex       | 25      | +21.668       | 13       | 11     |
| 6       | 16  | Joe Roberts           | Kalex       | 25      | +29.197       | 1        | 10     |
| 7       | 21  | Fabio Di Giannantonio | Speed Up    | 25      | +32.249       | 11       | 9      |
| 8       | 7   | Lorenzo Baldassarri   | Kalex       | 25      | +34.376       | 25       | 8      |
| 9       | 35  | Somkiat Chantra       | Kalex       | 25      | +35.392       | 23       | 7      |
| 10      | 23  | Marcel Schrötter      | Kalex       | 25      | +35.521       | 18       | 6      |
| 11      | 33  | Enea Bastianini       | Kalex       | 25      | +37.720       | 9        | 5      |
| 12      | 40  | Héctor Garzó          | Kalex       | 25      | +37.910       | 15       | 4      |
| 13      | 42  | Marcos Ramírez        | Kalex       | 25      | +38.423       | 16       | 3      |
| 14      | 62  | Stefano Manzi         | MV Agusta   | 25      | +43.464       | 10       | 2      |
| 15      | 55  | Hafizh Syahrin        | Speed Up    | 25      | +44.036       | 22       | 1      |
| 16      | 24  | Simone Corsi          | MV Agusta   | 25      | +44.217       | 12       |        |
| 17      | 10  | Luca Marini           | Kalex       | 25      | +59.550       | 6        |        |
| 18      | 19  | Lorenzo Dalla Porta   | Kalex       | 25      | +1:09.735     | 20       |        |
| 19      | 57  | Edgar Pons            | Kalex       | 25      | +1:09.751     | 24       |        |
| 20      | 64  | Bo Bendsneyder        | NTS         | 25      | +1:12.930     | 26       |        |
| 21      | 45  | Tetsuta Nagashima     | Kalex       | 25      | +1:14.158     | 21       |        |
| 22      | 74  | Piotr Biesiekirski    | NTS         | 24      | +1 vuelta     | 29       |        |
| Ret     | 96  | Jake Dixon            | Kalex       | 20      | Caída         | 8        |        |
| Ret     | 9   | Jorge Navarro         | Speed Up    | 18      | Caída         | 17       |        |
| Ret     | 11  | Nicolò Bulega         | Kalex       | 15      | Retirado      | 19       |        |
| Ret     | 27  | Andi Farid Izdihar    | Kalex       | 5       | Caída         | 27       |        |
| Ret     | 97  | Xavi Vierge           | Kalex       | 4       | Caída         | 7        |        |
| Ret     | 88  | Jorge Martín          | Kalex       | 2       | Caída         | 4        |        |
| DSQ     | 99  | Kasma Daniel          | Kalex       | 22      | Descalificado | 28       |        |
| DNS     | 44  | Arón Canet            | Speed Up    |         | No empezó     |          |        |
| 1. 2.   |     |                       |             |         |               |          |        |
| Fuente: |     |                       |             |         |               |          |        |

### Resultados Moto3
| Pos.    | N.º | Piloto             | Constructor | Vueltas | Tiempo    | Parrilla | Puntos |
| ------- | --- | ------------------ | ----------- | ------- | --------- | -------- | ------ |
| 1       | 13  | Celestino Vietti   | KTM         | 22      | 37:37.384 | 10       | 25     |
| 2       | 14  | Tony Arbolino      | Honda       | 22      | +0.142    | 7        | 20     |
| 3       | 75  | Albert Arenas      | KTM         | 22      | +0.198    | 2        | 16     |
| 4       | 5   | Jaume Masiá        | Honda       | 22      | +0.336    | 1        | 13     |
| 5       | 16  | Andrea Migno       | KTM         | 22      | +0.569    | 13       | 11     |
| 6       | 71  | Ayumu Sasaki       | KTM         | 22      | +0.834    | 8        | 10     |
| 7       | 25  | Raúl Fernández     | KTM         | 22      | +1.361    | 4        | 9      |
| 8       | 2   | Gabriel Rodrigo    | Honda       | 22      | +1.625    | 6        | 8      |
| 9       | 79  | Ai Ogura           | Honda       | 22      | +15.003   | 17       | 7      |
| 10      | 99  | Carlos Tatay       | KTM         | 22      | +15.139   | 15       | 6      |
| 11      | 11  | Sergio García      | Honda       | 22      | +15.269   | 5        | 5      |
| 12      | 12  | Filip Salač        | Honda       | 22      | +15.381   | 21       | 4      |
| 13      | 7   | Dennis Foggia      | Honda       | 22      | +15.574   | 11       | 3      |
| 14      | 54  | Riccardo Rossi     | KTM         | 22      | +15.729   | 26       | 2      |
| 15      | 82  | Stefano Nepa       | KTM         | 22      | +17.743   | 14       | 1      |
| 16      | 70  | Barry Baltus       | KTM         | 22      | +18.991   | 31       |        |
| 17      | 50  | Jason Dupasquier   | KTM         | 22      | +19.173   | 29       |        |
| 18      | 6   | Ryusei Yamanaka    | Honda       | 22      | +25.148   | 18       |        |
| 19      | 89  | Khairul Idham Pawi | Honda       | 22      | +26.189   | 28       |        |
| 20      | 92  | Yuki Kunii         | Honda       | 22      | +26.360   | 24       |        |
| 21      | 73  | Maximilian Kofler  | KTM         | 22      | +26.959   | 30       |        |
| 22      | 53  | Deniz Öncü         | KTM         | 22      | +30.306   | 27       |        |
| Ret     | 23  | Niccolò Antonelli  | Honda       | 18      | Caída     | 19       |        |
| Ret     | 17  | John McPhee        | Honda       | 17      | Caída     | 3        |        |
| Ret     | 52  | Jeremy Alcoba      | Honda       | 17      | Caída     | 25       |        |
| Ret     | 27  | Kaito Toba         | KTM         | 17      | Caída     | 16       |        |
| Ret     | 40  | Darryn Binder      | KTM         | 15      | Retirado  | 12       |        |
| Ret     | 9   | Davide Pizzoli     | KTM         | 12      | Caída     | 22       |        |
| Ret     | 24  | Tatsuki Suzuki     | Honda       | 7       | Caída     | 20       |        |
| Ret     | 55  | Romano Fenati      | Husqvarna   | 6       | Caída     | 9        |        |
| Ret     | 21  | Alonso López       | Husqvarna   | 6       | Caída     | 23       |        |
| Fuente: |     |                    |             |         |           |          |        |

### Resultados MotoE
Carrera 1
| Pos.        | N.º | Piloto             | Constructor | Vueltas | Tiempo      | Parrilla | Puntos |
| ----------- | --- | ------------------ | ----------- | ------- | ----------- | -------- | ------ |
| 1           | 40  | Jordi Torres       | Energica    | 5       | 8:43.391    | 1        | 25     |
| 2           | 63  | Mike Di Meglio     | Energica    | 5       | +0.116      | 3        | 20     |
| 3           | 66  | Niki Tuuli         | Energica    | 5       | +0.557      | 10       | 16     |
| 4           | 16  | Josh Hook          | Energica    | 5       | +1.925      | 4        | 13     |
| 5           | 70  | Tommaso Marcon     | Energica    | 5       | +4.296      | 14       | 11     |
| 6           | 51  | Eric Granado       | Energica    | 5       | +4.590      | 9        | 10     |
| 7           | 6   | María Herrera      | Energica    | 5       | +6.514      | 11       | 9      |
| 8           | 55  | Alejandro Medina   | Energica    | 5       | +6.201      | 7        | 8      |
| 9           | 61  | Alessandro Zaccone | Energica    | 5       | +11.875     | 13       | 7      |
| 10          | 35  | Lukas Tulovic      | Energica    | 5       | +12.419     | 15       | 6      |
| 11          | 18  | Xavier Cardelús    | Energica    | 5       | +13.262     | 12       | 5      |
| 12          | 15  | Alex de Angelis    | Energica    | 5       | +14.087     | 17       | 4      |
| 13          | 84  | Jakub Kornfeil     | Energica    | 5       | +23.207     | 16       | 3      |
| 14          | 77  | Dominique Aegerter | Energica    | 5       | +59.643     | 5        | 2      |
| Ret         | 11  | Matteo Ferrari     | Energica    | 0       | Caída       | 2        |        |
| Ret         | 7   | Niccolò Canepa     | Energica    | 0       | Caída       | 6        |        |
| Ret         | 10  | Xavier Siméon      | Energica    | 0       | Caída       | 8        |        |
| Ret         | 27  | Mattia Casadei     | Energica    | 0       | No reinició | 18       |        |
| 1. 2. 3. 4. |     |                    |             |         |             |          |        |
| Fuente:     |     |                    |             |         |             |          |        |

Carrera 2
| Pos.     | N.º | Piloto             | Constructor | Vueltas | Tiempo    | Parrilla | Puntos |
| -------- | --- | ------------------ | ----------- | ------- | --------- | -------- | ------ |
| 1        | 66  | Niki Tuuli         | Energica    | 7       | 12:09.631 | 3        | 25     |
| 2        | 63  | Mike Di Meglio     | Energica    | 7       | +0.166    | 2        | 20     |
| 3        | 16  | Josh Hook          | Energica    | 7       | +1.294    | 4        | 16     |
| 4        | 77  | Dominique Aegerter | Energica    | 7       | +2.353    | 14       | 13     |
| 5        | 11  | Matteo Ferrari     | Energica    | 7       | +6.017    | 15       | 11     |
| 6        | 40  | Jordi Torres       | Energica    | 7       | +6.490    | 1        | 10     |
| 7        | 7   | Niccolò Canepa     | Energica    | 7       | +10.066   | 16       | 9      |
| 8        | 10  | Xavier Siméon      | Energica    | 7       | +10.472   | 17       | 8      |
| 9        | 6   | María Herrera      | Energica    | 7       | +10.663   | 7        | 7      |
| 10       | 18  | Xavier Cardelús    | Energica    | 7       | +11.101   | 11       | 6      |
| 11       | 35  | Lukas Tulovic      | Energica    | 7       | +11.298   | 10       | 5      |
| 12       | 61  | Alessandro Zaccone | Energica    | 7       | +12.327   | 9        | 4      |
| 13       | 27  | Mattia Casadei     | Energica    | 7       | +20.842   | 18       | 3      |
| 14       | 15  | Alex de Angelis    | Energica    | 7       | +20.954   | 12       | 2      |
| 15       | 84  | Jakub Kornfeil     | Energica    | 7       | +24.376   | 13       | 1      |
| Ret      | 70  | Tommaso Marcon     | Energica    | 0       | Caída     | 5        |        |
| Ret      | 51  | Eric Granado       | Energica    | 0       | Caída     | 6        |        |
| Ret      | 55  | Alejandro Medina   | Energica    | 0       | Caída     | 8        |        |
| 1. 2. 3. |     |                    |             |         |           |          |        |
| Fuente:  |     |                    |             |         |           |          |        |